# Conul de umbră
Conul de umbră este un film din 1976 regizat de Andrzej Wajda.